# دوغ لويد
دوغ لويد (بالإنجليزية: Doug Lloyd)‏ هو لاعب كرة قدم أمريكية أمريكي، ولد في 31 أغسطس 1965 في ريفر فولز في الولايات المتحدة.

## وصلات خارجية
- دوغ لويد على موقع مرجع كرة القدم المحترفة.كوم (الإنجليزية)